# エン・ガニム
エン・ガニムは「園の泉」という意味である。この名前の町は旧約聖書には二つ登場する。
1. エン・ガニム (ユダ)--ユダの低地にあった町で、ベテ・シェメシュの南3kmにあった、ベイト・ジェマールであろうと言われる。
2. エン・ガニム (イッサカル)--イッサカル族の町でレビ人のゲルション氏族の末裔に与えられた。アネムとも呼ばれている。ヨセフォスはギネアと言っている。